# Шафеевка (Белебеевский район)
Шафеевка (баш. ) — упразднённый в 2005 году посёлок Максим-Горьковского сельсовета Белебеевского района Республики Башкортостан.

## География
Стоит возле реки Большой Менеуз и пруда, образованного ее. К востоку — урочище Москоммуна.

### Географическое положение
Расстояние до:
- районного центра (Белебей): 16 км,
- центра сельсовета (Центральной усадьбы племзавода им. Максима Горького): 4 км,
- ближайшей ж/д станции (Глуховская): 8 км.

## История
Название по личному имени Шафи.
Закон Республики Башкортостан «О внесении изменений в административно-территориальное устройство Республики Башкортостан в связи с образованием, объединением, упразднением и изменением статуса населенных пунктов, переносом административных центров» от 20 июля 2005 года N 211-з, ст.1 гласил:

4. Упразднить следующие населенные пункты:
8) в Белебеевском районе:

и) поселок Шафеевка Максим-Горьковского сельсовета

## Население
На 1 января 1969 года проживали 140 человек; преимущественно татары.